# Nanahira
Nanahira (ななひら, Japão, 31 de agosto de 1991) é uma cantora e compositora de origem japonesa e utaite que colaborou com vários produtores musicais, incluindo os da série de jogos musicais BEMANI, conhecida principalmente por sua voz aguda e infantil, que foi descrita como "loli".  Embora vários de seus trabalhos estejam principalmente envolvidos no gênero denpa. Ela também é conhecida por se aprofundar em gêneros j-pop e rock. Uma personagem que ela interpreta em muitas de suas músicas, Hirata Nanami, se origina de "名前の無い人", que pode ser traduzido livremente como "pessoa sem nome".
Fazendo sua primeira aparição em 2008, ela começou a fazer covers de Vocaloid no Nico Nico Douga. Desde então, lançou vários álbuns originais no seu próprio círculo, Confetto, e tornou-se um dos nomes mais conhecidos do gênero Denpa, realizando duetos ao lado de outros cantores do mesmo gênero, como Koko e Momobako, bem como cantores não-denpa, como, Yukacco e Nana Takahashi.
Com frequência pode-se-lhe encontrar em várias compilações de arranjos de Touhou Project por Halozy, IOSYS e outros círculos. Tempo depois, seus círculos foram focados em artistas e compositores da série de SOUND VOLTEX pertencentes ao selo discográfico HARDCORE TANO*C. Está fortemente associada com Camellia, produtor discográfico quem trabalham juntos em canções dentro e fora de BEMANI, e também em vários álbuns colaborativos.
Embora Nanahira não seja considerada uma artista oficial do BEMANI, seus vocais foram apresentados em várias músicas do BEMANI, particularmente nas séries de jogos de ritmo "Sound Voltex" e "REFLEC BEAT". O estilo de cantar fofo e enérgico de Nanahira ganhou popularidade entre os fãs da música BEMANI.
Ela mesma se tornou uma das principais figuras da música denpa, não o bastante, se observou em seus últimos trabalhos a partir de 2020 que se foca progressivamente para o j-pop baixo seu próprio círculo de música: Confetto. Assim mesmo, tem-se visto que tem feito diversas colaborações com artistas de diversa índole como Reol e Kradness.
De 9 de março de 2020 em diante, Nanahira é uma Vtuber e faz streaming em seu canal no YouTube, embora ocasionalmente.

## Discografia

### Composições musicais
A seguinte pronta mostra as canções que foram criadas pelo mesmo autor e também com os artistas que trabalhou para sua elaboração:
ㅤ

### beatmania IIDX
- beatmania IIDX 21 SPADA
  - 超!!遠距離らぶ♡メ～ル

- beatmania IIDX 22 PENDUAL
  - ベィスドロップ・フリークス

- beatmania IIDX 24 SINOBUZ
  - PAPAYAPA BASS

- beatmania IIDX 25 CANNON BALLERS
  - Amor De Verão

### BeatStream
- BeatStream
  - 爆なな☆てすとロイヤー
  - 進捗どうですか？

- BeatStream アニムトライヴ
  - 鈴瑚のお団子ジャングルジム

### DanceDanceRevolution
- DanceDanceRevolution (2014)
  - イーディーエム・ジャンパーズ

### MÚSECA
- MÚSECA
  - Star☆Beat

- MÚSECA 1+1/2
  - オリガミカル・スウィートラヴ

### REFLEC BEAT
- REFLEC BEAT groovin'!!
  - ラブギガヘルツ

- REFLEC BEAT VOLZZA
  - 神よ、ニャンコを与えたまえ!

### SOUND VOLTEX
- SOUND VOLTEX BOOTH
  - 物凄い勢いでけーねが物凄いうた
  - ヤサイマシ☆ニンニクアブラオオメ

- SOUND VOLTEX II -infinite infection-
  - コミカルなミシャグジとラジエーション(PUNK IT ver.)
  - コンベア速度 Max!? しゃいにん☆廻転ズシ"Sushi & Peace"
  - ませまてぃっく♥ま＋ま＝まじっく！

- SOUND VOLTEX III GRAVITY WARS
  - ギャラクシィ・トラベラー
  - じゅーじゅー♥焼肉の火からフェニックス！？～再誕の†炭火焼き～
  - 混乱少女♥そふらんちゃん!!
  - 物凄い狂っとるフランちゃんが物凄いうた

- SOUND VOLTEX IV HEAVENLY HAVEN
  - 超☆超☆光☆速☆出☆前☆最☆速!!! スピード★スター★かなで
  - 物凄いスペースシャトルでこいしが物凄いうた

### Outros
- BEMANI SUMMER DIARY 2015
  - ドッキン☆サマーあばんちゅーる

### Álbuns
Os seguintes são os álbuns que a autora lançou ao longo do tempo:
- ゴキゲン77°↑ (2010)
- KEMOLOVE♥ (2012)
- ときめき☆アンサンブル (2013)
- Free Pl@ying (2013)
- プチリズム7♭ (2013)
- もーっと☆ちっちゃいのっ! (2013)
- ときめき☆アンサンブルVol.2 (2013)
- らぶちゅ！ (2014)
- ばーさす！ (2014, com かめりあ)
- KiraKira*Fräulein (2014)
- LOP STEP RABBITS! (2014, com かめりあ)
- らぶちゅ！２ (2015)
- りぷれい！ (2015, com かめりあ)
- Colory Starry (2015)
- Meltical sugar wave (2015)
- Candy time (2015)
- La La Fav! (2016)
- Wonder trick (2016)
- すりーぷ！ (2016, com かめりあ)
- Primary*Step (2016, com Koko)
- Secretale (2016)
- Apprism (2017, com Koko e Momobako)
- Confetti Box (2017, álbum recopilatorio)
- Chocolate Adventure (2019, com Neko hacker)
- Midnight Future (2020)
- Rond de lumière (2020, com müchette)
- Berry Pop (2021)
- Berry Sweet Love (2021)
- Say Cheese! (2021, com Korone Pochi)
- Screamin' Showcase (2021, com t+pazolite)
- VOTRE CHÂTEAU (2022)

### EPs
- Lovelicot (2015, como Lovelicot com Koko)
- Cunetry☆Century (2016, como pom'metto com Koko e Momobako)
- Pinky Blossom (2018)
- Covertly shine (2018)
- Merrily night (2018)
- Snowy heart (2018)